# Ness Tziona
Nes Tziona (pronunciado /nes tsiona/), en hebreo: נס ציונה y en árabe: نيس تسيونا) es una ciudad del Distrito Central de Israel. Según la Oficina Central de Estadísticas de Israel (CBS), en 2021 la ciudad tenía una población de 50,456 habitantes.

## Identificación
Dentro de los límites de la ciudad de Ness Ziona se encuentran las ruinas de la aldea árabe de Sarafand al-Kharab, que fue despoblada en 1948. Algunos eruditos creen que este es el sitio que el viajero judío medieval Ishtori haFarhi identificó como el Talmud Tzrifin, pero otros eruditos creen que haFarhi se refería a Sarafand al-Amar, a 5 km de distancia. Sin embargo, ninguno de los sitios ha revelado restos arqueológicos de la época talmúdica. Sobre la base de las excavaciones en Sarafand al-Kharab, se cree que no fue fundado antes del período bizantino tardío.